# Steve Rizzono
Steve Coombs er en tidligere amerikansk fribryder, der kæmpede for bl.a. Xtreme Pro Wrestling som "The Giggolo" Steve Rizzono. Steve Rizzono er i dag så fysisk hæmmet af wrestling, at han er bundet til en rullestol. 

## Biografi
Steve Coombs havde kæmpet i en del år som Steve Rizzono, inden han debuterede for Xtreme Pro Wrestling, i den californiske wrestling branche. Han havde dog aldrig haft stor succes og derfor så han XPW, trods det at han ikke var hardcore wrestler, som sit WWF. Steve Rizzono var medlem af Black Army, en gruppe der også bestod af promoteren af XPW, Rob Black. Steve Rizzono begyndte at udøve hardcore wrestling for at følge med stilen i XPW, men det skulle han aldrig have gjort. Steve Rizzono kæmpede først og fremmest i bar overkrop, hvilket jo siger sig selv ikke er klogt når man kaster sig i pigtråd og tegnestifter, men han kæmpede også med bl.a. Supreme og Pogo the Clown, to som er kendt for deres ukontrollerede wrestling stil, og sidstnævnte kan også tage en del af æren for at have ødelagt Steve Rizzono for livet. Han farvede sit hår hvidt og blev medlem af Black Armys modstandere The Enterprise. Her havde han dog heller ikke så meget succes, og det var i slutningen af 2002 at han trak sig tilbage efter svære rygsmerter og voldsomme kroniske hovedpiner. I 2007 fik Steve Coombs en rygoperation.